# Sân vận động Thể thao Jinnah
Sân vận động Thể thao Jinnah (tiếng Urdu: جناح سپورٹس سٹیڈیم, tiếng Anh: Jinnah Sports Stadium), tên chính thức là Sân vận động Jinnah (tiếng Urdu: جناح اسٹیڈیم, tiếng Anh: Jinnah Stadium), là một sân vận động đa năng ở Islamabad, Pakistan. Sân hiện đang được sử dụng chủ yếu cho các trận đấu bóng đá. Sân vận động có sức chứa 48.000 người, và là sân vận động lớn nhất ở Pakistan.

## Sân vận động
Sân vận động này được xây dựng từ những năm 1970. Sân vận động đã được cải tạo và sử dụng cho Đại hội Thể thao Nam Á vào năm 2004. Sân vận động có một đường chạy điền kinh xung quanh mặt sân cho phép sử dụng cho các môn điền kinh.

## Các sự kiện lớn
Sân đã tổ chức Đại hội Thể thao Nam Á 1989, Đại hội Thể thao Nam Á 2004, vòng bán kết và chung kết Cúp Vàng Liên đoàn bóng đá Nam Á 2005 và tất cả các trận đấu của Giải vô địch bóng đá nữ Nam Á 2014. Sân cũng đã tổ chức Đại hội Thể thao Trẻ Liên tỉnh Quaid-e-Azam vào năm 2016 và 2017.